# Samarinești
Samarinești – wieś w Rumunii, w okręgu Gorj, w gminie Samarinești. W 2011 roku liczyła 570 mieszkańców.